# كلير بريغز
كلير بريغز (بالإنجليزية: Clare Briggs)‏ هو فنان قصص مصورة أمريكي، ولد في 5 أغسطس 1875 في ريدسبورغ في الولايات المتحدة، وتوفي في 3 يناير 1930 في بالتيمور في الولايات المتحدة.